# Lliga danesa de futbol
La Superlliga danesa (SAS Ligaen/Superligaen) és la lliga danesa de futbol, la màxima competició futbolística del país. La competició és organitzada per l'Associació Danesa de Futbol (Dansk Boldspil Union o DBU) i porta el nom del seu patrocinador, Scandinavian Airlines System (SAS). Els equips que prenen part en el torneig són 12. Des de la temporada 2000-2001, la competició ha estat dominada pel FC København i pel Brøndby IF.

## Història

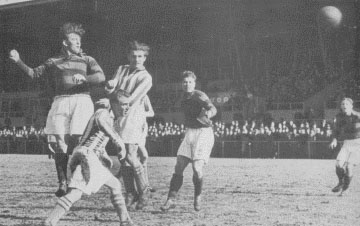
Partit entre el Frem (ratlles horitzontals) i AB (ratlles verticals), vers el 1940. Pauli Jørgensen saltant a l'esquerra.

Des de la seva fundació el 1889, l'Associació Danesa (DBU) inaugurà un campionat, Fodboldturneringen, disputat pels clubs de la capital, i els campions del qual no són considerats campions danesos. Des del 1903 la competició fou organitzada per l'Associació de Futbol de Copenhaguen (KBU), fins al 1936.
El campionat danès s'ha disputat des de 1913, en diferents formats de competició. Només no es decidí un campió els anys 1915 (per la I Guerra Mundial) i 1928 (no es decidí el campió entre els tres clubs que empataren a punts al capdavant de la lliga).
Entre el 1913 i el 1927, el campionat (Landsfodboldturneringen) es decidí en un únic partit entre el campió de Copenhaguen i el vencedor d'una sèrie d'eliminatòries entre els diversos campions regionals de la resta del país. Entre els anys 1914 i 1917, el subcampió de la KBU s'enfrontà en una semifinal al campió de la resta de país, arribant a la final dos clubs de la capital, car eren els més forts.
Fins a la temporada 1927-28 no fou, per tant, competició realment nacional (Danmarksturneringen), disputant-se en diversos formats de lliga. Durant l'ocupació alemanya de la II Guerra Mundial (1940-45), el campió tornà a decidir-se en un únic parit, disputant-se tres tornejos separats, els millors dels quals s'enfrontaven en unes eliminatòries finals i dos d'ells arribaven a la final. Des del 1945-46 la màxima categoria s'anomenà Primera Divisió i els darrers classificats perdien la categoria. Fins als anys 50 tots els campions foren de l'àrea de Copenhaguen. No fou fins al 1954-55 que el Køge Boldklub esdevingué el primer campió de fora de la capital.
Des del 1958 fins al 1991 la lliga es disputà en format anual, i la temporada 1956-57 es feu durar 18 mesos per adaptar-se al nou format. A partir de 1991 es tornà al format partit (de tardor a primavera) i s'anomenà Superligaen.

## Palmarès
Font:
Landsfodboldturneringen
- 1912-13:  KB Copenhaguen (1)
- 1913-14:  KB Copenhaguen (2)
- 1914-15: campionat suspès
- 1915-16:  B 93 Copenhaguen (1)
- 1916-17:  KB Copenhaguen (3)
- 1917-18:  KB Copenhaguen (4)
- 1918-19:  AB Copenhaguen (1)
- 1919-20:  B 1903 Copenhaguen (1)
- 1920-21:  AB Copenhaguen (2)
- 1921-22:  KB Copenhaguen (5)
- 1922-23:  BK Frem Copenhaguen (1)
- 1923-24:  B 1903 Copenhaguen (2)
- 1924-25:  KB Copenhaguen (6)
- 1925-26:  B 1903 Copenhaguen (3)
- 1926-27:  B 93 Copenhaguen (2)

Danmarksturneringen
- 1927-28: títol no atribuït[8]
- 1928-29:  B 93 Copenhaguen (3)
- 1929-30:  B 93 Copenhaguen (4)
- 1930-31:  BK Frem Copenhaguen (2)
- 1931-32:  KB Copenhaguen (7)
- 1932-33:  BK Frem Copenhaguen (3)
- 1933-34:  B 93 Copenhaguen (5)
- 1934-35:  B 93 Copenhaguen (6)
- 1935-36:  BK Frem Copenhaguen (4)
- 1936-37:  AB Copenhaguen (3)
- 1937-38:  B 1903 Copenhaguen (4)
- 1938-39:  B 93 Copenhaguen (7)
- 1939-40:  KB Copenhaguen (8)
- 1940-41:  BK Frem Copenhaguen (5)
- 1941-42:  B 93 Copenhaguen (8)
- 1942-43:  AB Copenhaguen (4)
- 1943-44:  BK Frem Copenhaguen (6)
- 1944-45:  AB Copenhaguen (5)
- 1945-46:  B 93 Copenhaguen (9)
- 1946-47:  AB Copenhaguen (6)
- 1947-48:  KB Copenhaguen (9)
- 1948-49:  KB Copenhaguen (10)
- 1949-50:  KB Copenhaguen (11)
- 1950-51:  AB Copenhaguen (7)
- 1951-52:  AB Copenhaguen (8)
- 1952-53:  KB Copenhaguen (12)
- 1953-54:  Køge BK (1)
- 1954-55:  AGF Århus (1)
- 1955-56:  AGF Århus (2)
- 1956-57:  AGF Århus (3)
- 1958:  Vejle BK (1)
- 1959:  B 1909 Odense (1)
- 1960:  AGF Århus (4)
- 1961:  Esbjerg fB (1)
- 1962:  Esbjerg fB (2)
- 1963:  Esbjerg fB (3)
- 1964:  B 1909 Odense (2)
- 1965:  Esbjerg fB (4)
- 1966:  Hvidovre IF (1)
- 1967:  AB Copenhaguen (9)
- 1968:  KB Copenhaguen (13)
- 1969:  B 1903 Copenhaguen (5)
- 1970:  B 1903 Copenhaguen (6)
- 1971:  Vejle BK (2)
- 1972:  Vejle BK (3)
- 1973:  Hvidovre IF (2)
- 1974:  KB Copenhaguen (14)
- 1975:  Køge BK (2)
- 1976:  B 1903 Copenhaguen (7)
- 1977:  OB Odense (1)
- 1978:  Vejle BK (4)
- 1979:  Esbjerg fB (5)
- 1980:  KB Copenhaguen (15)
- 1981:  Hvidovre IF (3)
- 1982:  OB Odense (2)
- 1983:  Lyngby BK (1)
- 1984:  Vejle BK (5)
- 1985:  Brøndby IF (1)
- 1986:  AGF Århus (5)
- 1987:  Brøndby IF (2)
- 1988:  Brøndby IF (3)
- 1989:  OB Odense (3)
- 1990:  Brøndby IF (4)
- 1991:  Brøndby IF (5)

Superligaen
- 1991-92:  Lyngby BK (2)
- 1992-93:  FC Copenhaguen (1)
- 1993-94:  Silkeborg IF (1)
- 1994-95:  AaB Ålborg (1)
- 1995-96:  Brøndby IF (6)
- 1996-97:  Brøndby IF (7)
- 1997-98:  Brøndby IF (8)
- 1998-99:  AaB Ålborg (2)
- 1999-00:  Herfølge BK (1)
- 2000-01:  FC Copenhaguen (2)
- 2001-02:  Brøndby IF (9)
- 2002-03:  FC Copenhaguen (3)
- 2003-04:  FC Copenhaguen (4)
- 2004-05:  Brøndby IF (10)
- 2005-06:  FC Copenhaguen (5)
- 2006-07:  FC Copenhaguen (6)
- 2007-08:  AaB Ålborg (3)
- 2008-09:  FC Copenhaguen (7)
- 2009-10:  FC Copenhaguen (8)
- 2010-11:  FC Copenhaguen (9)
- 2011-12:  FC Nordsjælland (1)
- 2012-13:  FC Copenhaguen (10)
- 2013-14:  AaB Ålborg (4)
- 2014-15:  FC Midtjylland (1)
- 2015-16:  FC Copenhaguen (11)
- 2016-17:  FC Copenhaguen (12)
- 2017-18:  FC Midtjylland (2)
- 2018-19:  FC Copenhaguen (13)
- 2019-20:  FC Midtjylland (3)
- 2020-21:  Brøndby IF (11)
- 2021-22:  FC Copenhaguen (14)
- 2022-23:  FC Copenhaguen (15)
- 2023-24:  FC Midtjylland (4)
- 2024-25:  FC Copenhaguen (16)